# Поток-при-Муляві
Поток-при-Муляві (словен. Potok pri Muljavi) — поселення в общині Іванчна Гориця, Осреднєсловенський регіон, Словенія. Висота над рівнем моря: 319,1 м.